# Philipp Sturm
Philipp Sturm (* 23. Februar 1999 in Salzburg) ist ein österreichischer Fußballspieler. Der Mittelfeldspieler ist österreichischer Nachwuchsnationalspieler.

## Karriere
Sturm begann seine Karriere beim SV Wals-Grünau. 2009 kam er in die Jugend des FC Red Bull Salzburg. Im September 2016 debütierte er gegen Vardar Skopje für die U19-Mannschaft der Salzburger in der UEFA Youth League, welche die Mannschaft letztendlich gewann.
Im Februar 2017 debütierte Sturm für den FC Liefering, dem Farmteam der „Bullen“, in der zweiten Liga, als er am 21. Spieltag der Saison 2016/17 gegen den LASK Linz in der 90. Minute für Masaya Okugawa eingewechselt wurde.
In der Saison 2016/17 spielte er auch im U19-Team des FC Red Bull Salzburg, mit dem der Mittelfeldspieler die UEFA Youth League gewann.
Nach der Saison 2018/19 verließ Sturm Liefering und wechselte zum deutschen Drittligaaufsteiger Chemnitzer FC, bei dem er einen Zweijahresvertrag erhielt. Nach dem direkten Wiederabstieg der Chemnitzer verließ er den Verein nach 13 Einsätzen in der 3. Liga nach der Saison 2019/20 wieder.
Zur Saison 2020/21 kehrte er nach Österreich zurück und wechselte zum Bundesligisten TSV Hartberg, bei dem er einen bis Juni 2022 laufenden Vertrag erhielt. Für Hartberg absolvierte er in drei Jahren insgesamt 24 Partien in der Bundesliga. Zur Saison 2023/24 wechselte er zum viertklassigen UFC Siezenheim.

## Erfolge
FC Red Bull Salzburg
- UEFA-Youth-League-Sieger: 2017